# 小山寛大
小山 寛大（こやま ひろまさ、1996年10月17日 - ）は、日本のプロレスラー。

## 経歴
- 2014年8月31日、FFFプロレスリング京都FANJ大会でHIROMASAとしてHANAとタッグを組んで対白虎&妖狐組戦でデビュー。
- 9月11日、FFFが解散。リングネームを小山寛大に改名。
- 2020年、道頓堀プロレスに入団。
- 2024年2月12日、道頓堀プロレスを退団。

## 得意技
ファルコンアロー
トラースキック

## タイトル歴
- ヤングジェネレーションカップ優勝